# Roberta
A Roberta név a Róbert férfinév női párja. Német eredetű név.

## Rokon nevek
- Robertin:[1] a Roberta továbbképzése.[2]
- Robertina:[1] a Roberta továbbképzése.[2]
- Robina:[1] a Robin női párja.[2]
- Robinetta:[1] a Robina továbbképzése.[2]

## Gyakorisága
Az 1990-es években a Roberta igen ritka, a Robertin, Robertina, Robina, Robinetta szórványos név, a 2000-es években nem szerepelnek a 100 leggyakoribb női név között.

## Névnap
Roberta, Robertin, Robertina, Robina, Robinetta
- április 29.[2]
- május 13.[2]
- június 7.[2]

## Jelentése
Fényes hírnév

## Híres Roberták, Robertinek, Robertinák, Robinák, Robinetták
- Roberta Vinci olasz teniszezőnő
- Roberta Flack amerikai énekesnő